# Serranus tico
Serranus tico är en fiskart som beskrevs av Allen och Robertson, 1998. Serranus tico ingår i släktet Serranus och familjen havsabborrfiskar. IUCN kategoriserar arten globalt som livskraftig. Inga underarter finns listade i Catalogue of Life.